# Медицина в Донецке
Медицинская помощь населению Донецка организована в 52 лечебно-профилактических учреждениях городского подчинения. Из них 22 многопрофильные больницы, 5 детских больниц, 6 диспансеров (2 дермато-венерических, противотуберкулезный, психоневрологический, наркологический), 8 стоматологической поликлиник, станция скорой помощи, центр профилактики, Центр здоровья, Дом ребёнка, 4 детских санатория и др.
Девять лечебно-профилактических учреждений имеют статус клинических, в которых развернуты кафедры Донецкого медицинского университета. Плановая мощность поликлинических отделений городских больниц составляет 137 78 посещений в смену. Коечный фонд городских больниц насчитывает 7248 кроватей с 42 профилями. Амбулаторный приём ведут врачи по 70 специальностям. В лечебно-профилактических учреждениях города работают более 4000 врачей и более 7000 средних медицинских работников.

## Областные больницы и центры
- Донецкая областная клиническая больница им. М. И. Калинина — Калининский район
- Институт неотложной и восстановительной хирургии им. В. К. Гусака (ИНВХ) — Ленинский район
- Донецкий научно-исследовательский институт травматологии и ортопедии им. М. Горького — Киевский район
- Донецкая областная детская клиническая больница — Калининский район
- Донецкая областная психоневрологическая больница «Победа» — Куйбышевский район
- Донецкий областной противоопухолевый центр — Буденновский район
- Донецкая областная больница профессиональных заболеваний — Калининский район
- Дорожная клиническая больница на станции Донецк — Киевский район

## Городские больницы
- Больница им. Вишневского (№ 1) — Ворошиловский район
- Больница № 2 (Энергетик) — Будённовский район
- Больница № 3 — Калининский район
- Студенческая больница (№ 4) — Ворошиловский район
- Больница № 5 — Ворошиловский район
- Больница № 6 — Ленинский район
- Больница № 7 — Ленинский район
- Больница профосмотров (№ 8) — Калининский район
- Больница № 9 — Пролетарский район
- Больница № 11 — Пролетарский район
- Больница № 12 — Пролетарский район (в Моспино)
- Больница № 14 — Петровский район
- Больница восстановительного лечения (№ 15) — Петровский район
- Больница № 16 — Будённовский район
- Больница № 17 — Куйбышевский район
- Больница № 18 — Киевский район
- Больница № 19 — Куйбышевский район
- Больница № 20 — Киевский район
- Больница № 21 — Куйбышевский район
- Больница № 23 — Куйбышевский район
- Больница им. Семашко (№ 24) — Кировский район
- Больница им. Абакумова (№ 25) — Кировский район
- Больница № 26 — Кировский район
- Больница № 27 (Текстильщик) — Кировский район

## Детские городские больницы
- Детская областная больница — Калининский район
- Больница № 1 — Киевский район (в район шахты «Засядько»)
- Больница № 2 — Куйбышевский район (в район завода «Топаз)»
- Больница № 3 — Кировский район
- Больница № 4 — Петровский район
- Больница № 5 — Будённовский район

## Родильные дома
- Донецкий региональный центр охраны материнства и детства — Ворошиловский район
- Родильное отделение ДОКТМО — Калининский район
- Больница № 3 — Калининский район
- Больница № 6 (Шлаколечебница) — Ленинский район
- Больница № 9 — Пролетарский район
- Больница № 14 — Петровский район
- Больница № 17 — Куйбышевский район
- Больница им. Семашко (№ 24) — Кировский район

## Диспансеры
- Городской кожно-венерологический диспансер — Калининский район
- Областной кожно-венерологический диспансер — Куйбышевский район
- Кожно-венерологический диспансер — Будённовский район
- Городской вертебро-неврологический — Будённовский район
- Областной наркологический диспансер — Ленинский район
- Городской наркологический диспансер — Калининский район
- Областной противотуберкулезный диспансер — Калининский район
- Городской противотуберкулезный диспансер — Куйбышевский район
- Противотуберкулезный диспансер № 1 — Ворошиловский район
- Противотуберкулезный диспансер № 2 (Чулковка) — Пролетарский район
- Областной кардиологический диспансер — Калининский район
- Психоневрологический диспансер — Будённовский район
- Психоневрологическая больница № 1 — Петровский район
- Психоневрологическая больница № 2 — Ленинский район